# Super Makia
Super Makia, de son vrai nom Jacob Mbeng Makia, né le 28 février 1958 à Kumba et mort le 1er août 2019 à Yaoundé, est un catcheur camerounais. 

## Biographie

### Jeunesse et débuts
Super Makia naît le 28 février 1958 à Kumba dans l'actuelle région du Sud-Ouest du Cameroun. À 20 ans, après un passage au Nigeria, il se forme ensuite au catch pendant deux ans à Hong Kong. Il est recruté pour faire de la publicité par la brasserie Guinness du Cameroun.

### Carrière
Super Makia est champion d'afrique de catch. Il domine les poids lourds à partir de 1986. Il livre 86 combats dont 85 victoires et un match nul contre le catcheur nigérian Clang. Sa carrière se poursuit jusqu'à son jubilé en 2014.

### Vie privée
Super Makia est père de plusieurs enfants. Il a un fils qui est également devenu catcheur.

### Mort et hommage
Il meurt le 1er août 2019 à l'hôpital militaire de Yaoundé,,,,,. Il reçoit à titre posthume une reconnaissance nationale,,.